# 世界的永恆
世界的永恆問題受到古典哲學家，中世紀神學家和13世紀哲學家的關注。探究世界是否有起源的時間，或者世界是否起源於永恆。這問題在13世紀引起了不少的爭論。當時在歐洲西部的拉丁語世界中，重新發現了古典希臘哲學家亞里士多德的一些學術作品，亞里士多德相信世界是永恆的，與當時天主教會認爲世界是起源於時間有衝突。故此，1210-1277年譴責中禁止了亞里士多德的觀點。

## 亞里士多德
亞里士多德在他的著作《物理學》中提出，世界必須是自永恆已存在的 。在卷一中，他認爲一切存在的都是由一個底層開始。所以，如果宇宙的底層物質先存在，那麽世界就會因底層物質存在而存在。可是，物質的本質恰恰就是產生其他東西的底層物質。因此，宇宙的底層物質只能夠從與它本身類似的已存在物質產生而存在；要假設宇宙的底層物質存在，就必須先假設底層物質已經存在。亞里士多德認爲，由於這種假設是自相矛盾的，因此物質必是永恆的。 
在卷八中，他提出了關於運動的論點，如果要假設運動有一個絕對的開始，進行第一運動的物體必須是以下其中一項：
（A）已經存在并且已開始移動
（B）在開始移動前已存在，並處於永恆的靜止狀態。 
由於物體在存在前不能夠移動，所以A項是自相矛盾的，而變爲存在的過程本身就是一種運動，因此進行第一運動前，需要先進行一個運動，才能變爲存在。B項也有兩個原因導致他變得不合理。
- 首先，如果世界是由靜止狀態開始，那麽從靜止狀態變爲存在的行爲本身就是運動。
- 第二，如果世界從靜止静止變爲運動狀態，引起它變爲運動狀態本身就是一種運動。

由此，亞里士多德得出結論——運動必定是永恆的。
亞里士多德認爲，真空（也就是說沒有物質的地方）是不可能的。物質物件只能夠在空間中存在，也就是說會占據空間。從無到有，由於沒有肉體存在，將會被存在的物體占據的空間之前曾被真空占據。然而，真空是不可能的，所以物質必是永恆。
希臘哲學家克里圖勞斯（前200年至前118年）和法塞利斯  捍衛亞里士多德的世界永恆和人類整體的學説，反對斯多葛主義。物件的自然秩序沒有可見的改變；人類能夠透過自然給予的能力以相同的方式進行自我創造，卻對同時繼承的不同種類可能致命的疾病無能爲力。就像假設人類只在地球出生一樣是荒謬的，所以也無法想象人類最終會殲滅的可能性。世界作爲永恆秩序的表現，它本身必是永恆的。